# Ruder-Europameisterschaften 1897
Die 5. Ruder-Europameisterschaften wurden 1897 auf dem Lago Maggiore in Pallanza, Italien ausgetragen. Wie bereits im Vorjahr wurden Medaillen in vier Bootsklassen vergeben.

## Ergebnisse
| Bootsklasse           | Gold | Silber | Bronze |
| --------------------- | --- | --- | --- |
| Einer                 | Joseph Deleplanque | Fiorenzo Pagliano | nicht vergeben *                                                                                          |
| Zweier mit Steuermann | Belgien Edouard Lescrauwaet Eugène Govaerts                                                                                                 | Frankreich Carlos Deltour Antoine Védrenne Dubordieu (Steuermann)                                                                                       | Italien Boldoni de Marchi G. Pucci (Steuermann)                                                           |
| Vierer mit Steuermann | Belgien François Goossens François Jansen Léopold De Bloe Georges Boisson                                                                   | Italien Ezio Carlesi Silvio Slettini Ettore Sebastiani Alberto Bertolani                                                                                | Frankreich Laurent Joseph Guillon Mérat J. Lelarge                                                        |
| Achter                | Belgien Edouard Lescrauwaet Eugène Govaerts Adolphe Lippens Maurice Hemelsoet Charles Malis Charles Van Weddingen Arthur De Meyer Louis Lys | Italien Ernesto Vettori Italo Ponis Cino Ceni Alberto Grazzini Ottorino Castagnoli Giorgio Bensa Giuseppe Belli Cesare Galardelli G. Pucci (Steuermann) | Frankreich Deguine Maurice Carton Émile Lejeune Gadebled Maurice Henon van Heeckoet Henon P. van Heeckoet |

## Medaillenspiegel
| Platz  | Land       | Gold | Silber | Bronze | Gesamt |
| ------ | ---------- | ---- | ------ | ------ | ------ |
| 1      | Belgien    | 4    | –      | –      | 4      |
| 2      | Italien    | –    | 3      | 1      | 4      |
| 3      | Frankreich | –    | 1      | 2      | 3      |
| Gesamt | Gesamt     | 4    | 4      | 3      | 11     |